# Łomianki Równoległa
Osiedle Równoległa (Łomianki Równoległa) – osiedle w mieście Łomianki w województwie mazowieckim.
Według stanu na dzień 31 grudnia 2008 roku posiada 211 mieszkańców.
Osiedle obejmuje obszar osiedla spółdzielczego przy ul. Równoległej.